# كانديس بريفوست
كانديس بريفوست (24 يونيو 1983 بإفرو في فرنسا - ) (بالفرنسية: Candice Prévost)‏ هي لاعبة كرة قدم فرنسية في مركز الوسط. شاركت مع منتخب فرنسا لكرة قدم السيدات. أما مع النوادي، فقد لعبت مع باريس سان جيرمان للسيدات.

## وصلات خارجية
- كانديس بريفوست على موقع قاعدة بيانات كرة القدم.إي يو (الإنجليزية)
- كانديس بريفوست على موقع Soccerway.com (الإنجليزية)